# Choeromorpha polynesa
Choeromorpha polynesa är en skalbaggsart som först beskrevs av White 1855.  Choeromorpha polynesa ingår i släktet Choeromorpha och familjen långhorningar.
Artens utbredningsområde är Sarawak. Inga underarter finns listade i Catalogue of Life.